# ジャマイカン・ナショナルプレミアリーグ
ジャマイカ・ナショナルプレミアリーグ（Jamaican National Premier League）は、1973年に始まったジャマイカにおけるサッカーリーグのトップディビジョンである。現在はスポンサー名を冠してレッドストライプ・プレミアリーグ（Red Stripe Premier League）と呼ばれる。

## 概要
全38節、計228試合が行われる。「スプリット・システム」と呼ばれる特殊な対戦方式を用い、第1節から第33節までは（予選ラウンド）3回総当たりで戦い、上位6クラブと下位6クラブの2つのグループに分けて第34節以降（決勝ラウンド）は各グループ内で1回の総当たり戦を行う。順位は、全38試合の合計の勝ち点によって決定するが、第34節以降、上位グループと下位グループとの間で順位が入れ替わることはない。そのため、7位のチームが6位のチームの勝ち点を上回ることもよく起こる。シーズン終了後、上位2チームのクラブはCFUクラブチャンピオンシップに出場。

## リーグの入れ替え
昇格

KSAFAスーパーリーグ、サウスセントラル・コンフェデレーション・スーパーリーグ、イースタン・コンフェデレーション・スーパーリーグ、ウエスタン・コンフェデレーション・スーパーリーグの優勝チーム同士が2回総当たりで戦い、上位2チームが昇格する。

降格

下位2チームのクラブは本拠地の位置によってKSAFAスーパーリーグ、サウスセントラル・コンフェデレーション・スーパーリーグ、イースタン・コンフェデレーション・スーパーリーグ、ウエスタン・コンフェデレーション・スーパーリーグのいずれかのリーグに降格。

## 2016-17シーズン所属クラブ
| クラブ名                     | ホームタウン   | ホームスタジアム                                   | 収容人数 |
| ---------------------------- | -------------- | -------------------------------------------------- | -------- |
| アーネット・ガーデンズ       | キングストン   | トニー・スポールディング・スポーツ・コンプレックス | 7,000    |
| ボーイズ・タウン             | キングストン   | Collie Smith Drive Sporting Complex                | 2,000    |
| ハーバー・ビュー             | キングストン   | ハーバー・ビュー・スタジアム                       | 7,000    |
| ハンブル・ライオンズ         | メイ・ペン     | Effortville Community Centre                       | 1,000    |
| ジャマルコ                   | ヘイズ         | Wembley Centre of Excellence                       | 1,000    |
| マーベリー・ヒューエンデン   | キングストン   | Constant Spring Football Field                     | 3,000    |
| モンテゴ・ベイ・ユナイテッド | モンテゴ・ベイ | キャサリン・ホール・スタジアム                     | 8,000    |
| ポートモア・ユナイテッド     | ポートモア     | フェルディ・ネイタ・スポーツ・コンプレックス       | 3,000    |
| レノ                         | サバナラマル   | Frome Sports Club                                  | 2,000    |
| ティヴォリ・ガーデンズ       | キングストン   | レイルウェイ・オーヴァル                           | 3,000    |
| UWI                          | キングストン   | UWIボウル                                          | 2,000    |
| ウォーターハウス             | キングストン   | ウォーターハウス・スタジアム                       | 5,000    |

## 歴代優勝クラブ
| - 1973-74: サントスFC - 1974-75: サントスFC - 1975-76: サントスFC - 1976-77: サントスFC - 1977-78: アーネット・ガーデンズFC - 1978-79: 中止 - 1979-80: サントスFC - 1980-81: キャバリアーズFC - 1981-82: 未開催 - 1982-83: ティヴォリ・ガーデンズFC - 1983-84: ボーイズ・タウンFC - 1984-85: ジャマイカ・ディフェンス・フォース - 1985-86: ボーイズ・タウンFC - 1986-87: セバ・ユナイテッドFC - 1987-88: ワダダーFC - 1988-89: ボーイズ・タウンFC - 1989-90: レノFC | - 1990-91: レノFC - 1991-92: ワダダーFC - 1992-93: ハザード・ユナイテッドFC - 1993-94: バイオレット・キッカーズFC - 1994-95: レノFC - 1995-96: バイオレット・キッカーズFC - 1996-97: セバ・ユナイテッドFC - 1997-98: ウォーターハウスFC - 1998-99: ティヴォリ・ガーデンズFC - 1999-00: ハーバー・ビューFC - 2000-01: アーネット・ガーデンズFC - 2001-02: アーネット・ガーデンズFC - 2002-03: ハザード・ユナイテッドFC - 2003-04: ティヴォリ・ガーデンズFC - 2004-05: ポートモア・ユナイテッドFC - 2005-06: ウォーターハウスFC - 2006-07: ハーバー・ビューFC | - 2007-08: ポートモア・ユナイテッドFC - 2008-09: ティヴォリ・ガーデンズFC - 2009-10: ハーバー・ビューFC - 2010-11: ティヴォリ・ガーデンズFC - 2011-12: ポートモア・ユナイテッドFC - 2012-13: ハーバー・ビューFC - 2013-14: モンテゴ・ベイ・ユナイテッドFC - 2014-15: アーネット・ガーデンズFC - 2015-16: モンテゴ・ベイ・ユナイテッドFC - 2016-17: アーネット・ガーデンズFC - 2017-18: ポートモア・ユナイテッドFC - 2018-19: ポートモア・ユナイテッドFC |

## 歴代得点王
| シーズン | 選手                       | 所属                       | 得点 |
| 2002-03  | ルーン・ネルソン           | ハザード・ユナイテッドFC   | 19   |
| 2003-04  | ファビエン・テイラー       | ハーバー・ビューFC         | 19   |
| 2006-07  | イルヴィノ・イングリッシュ | ウォーターハウスFC         | 18   |
| 2007-08  | ルーン・ネルソン           | ポートモア・ユナイテッドFC | 16   |
| 2008-09  | デヴォン・ホッジス         | リヴォリ・ユナイテッドFC   | 25   |
| 2009-10  | デヴォン・ホッジス         | リヴォリ・ユナイテッドFC   | 18   |
| 2010-11  | カーク・ラムジィ           | アーネット・ガーデンズFC   | 17   |
| 2011-12  | ジャーメイン・アンデルソン | ウォーターハウス           | 14   |